# King & Prince
King & Prince(킹 앤 프린스, 약칭 킹프리)는 쟈니즈 사무소 소속의 5인조 남성 아이돌 그룹이다. 소속 레이블은 쟈니스 유니버스/유니버설 J.

## 개요
2015년 6월 5일 Mr.King vs Mr.Prince라는 기간 한정 유닛을 결성, 2015년 8월 20일 정식 유닛이 되었으나, 2016년 이후 Mr.KING과 Prince라는 두 개의 유닛으로 나뉘었다.
그러나 2018년 1월 17일 King & Prince(킹 앤 프린스)라는 그룹명으로 두 유닛이 다시 합쳐져 CD데뷔 결정이 발표되었다.
2023년 5월 22일부로 멤버 히라노 쇼, 키시 유타, 진구지 유타 등 3명이 탈퇴하고 CD데뷔 5주년 기념일인 5월 23일부터는 나가세 렌, 다카하시 카이토 등 2명이 활동할 예정이다.

## 멤버
- 나가세 렌(永瀬 廉, 1999년 1월 23일(26세), 도쿄도 출신, O형.) 멤버색- 칠흑
- 타카하시 카이토(髙橋 海人, 1999년 4월 3일(26세), 가나가와현 출신, A형.) 멤버색- 해바라기 옐로우

### 이전 멤버
- 이와하시 겡키(岩橋 玄樹, 1996년 12월 17일(28세), 도쿄도 출신, O형.) 멤버색- 진한 핑크
- 키시 유타(岸 優太, 1995년 9월 29일(29세), 사이타마현 출신, A형.) 리더, 멤버색- 보라, 선배- 키쿠치 후마&나카지마 켄토, 친구- 사토 쇼리&히라노 쇼
- 히라노 쇼(平野 紫耀, 1997년 1월 29일(28세), 아이치현 출신, O형.) 멤버색- 진홍, 친구-키시 유타
- 진구지 유타(神宮寺 勇太, 1997년 10월 30일(27세), 지바현 출신, O형.) 멤버색- 터쿼이즈블루

## 그룹명의유래
Mr.King vs Mr.Prince는, “왕과 왕자의 싸움” 을 의미. 멤버 나름대로 절차탁마해서 성장해 나간다는 컨셉의 이름이다.
쟈니즈 사무소의 사장 쟈니 키타가와가 10분 생각하고 이름을 붙여주었다.
애칭은 줄여서 킹프리(キンプリ)이다.

## 약력

### 2015년
- 6월 5일, "TV 아사히·롯폰기힐즈 여름축제 SUMMER STATION"의 응원 서포터를 맡는게 발표 & 기간한정으로 그룹결성
- 7월 17일, 마츠다 올스타게임2015 (제1게임, 도쿄돔) 시합전 이벤트로 신곡「サマー・ステーション」을 첫 피로
- 8월 20일, EX 시어터 롯폰기에서 시행된 "가무샤라! 섬머스테이션"의 마지막 공연에서 정식유닛이 됨을 발표
- 8월 21일, 뮤직스테이션 생방송에 데뷔전인데도 이례적으로 출연, 신곡「サマー・ステーション」을 TV 첫 피로

### 2018년
- 1월 17일, King & Prince 라는 이름으로 CD데뷔 발표
- 3월 21일, TBS 《CDTV 졸업송 음악제》에서 데뷔곡 〈シンデレラガール〉 첫 피로
- 5월 23일, 데뷔 싱글 〈シンデレラガール〉 발매

## 출연

### 버라이어티
- 더 소년구락부(2011년 1월 ~ , NHK)
- ジャニーズバーサス！Youたちクイズしちゃいなよ! (2015년 8월 7일, TV 아사히)
- ちょいアゲ↑スイッチ(쵸이아게!스위치) (2015년 7월 15일 & 7월 22일, TV 아사히) - 히라노 쇼, 이와하시 겡키
- 日本人の3割しか知らないこと　くりぃむしちゅーのハナタカ！優越館　衝撃事実の3時間SP（2015년 7월 19일, TV 아사히) - 진구지 유타
- 世界が驚いたニッポン! スゴ〜イデスネ!!視察団 2時間 SP (2015년 8월 8일, TV아사히) - 키시 유타, 나가세 렌, 타카하시 카이토
- ジャニーズJr.dex (2017년 10월 21일 ~ 2018년 3월 4일) - King & Prince

### 콘서트
- Live House 쟈니즈 긴자 2015 (2015년 4월 24일 ~ 26일, 5월 30일 - 6월 1일, 시어터 크리에) ※유닛결성 전 6명이서 한 공연
- 가무샤라! 섬머스테이션 'Mr.King VS Mr.Prince' (2015년 7월 18일 - 8월 20일, EX 시어터 롯폰기)

## 음반 목록

### 싱글
| #  | 발매일           | 타이틀                                                       | 순위 |
| -- | ---------------- | ------------------------------------------------------------ | ---- |
| 1  | 2018년 5월 23일  | シンデレラガール 신데렐라 걸                                 | 1    |
| 2  | 2018년 10월 10일 | Memorial                                                     | 1    |
| 3  | 2019년 4월 3일   | 君を待ってる 기다리고 있을 거야                              | 1    |
| 4  | 2019년 8월 28일  | koi-wazurai                                                  | 1    |
| 5  | 2020년 6월 20일  | Mazy Night                                                   | 1    |
| 6  | 2020년 12월 16일 | I promise                                                    | 1    |
| 7  | 2021년 5월 19일  | Magic Touch/Beating Hearts                                   | 1    |
| 8  | 2021년 10월 6일  | 恋降る月夜に君想ふ 사랑이 내리는 달밤에 그대를 생각해        | 1    |
| 9  | 2022년 4월 13일  | Lovin' you/踊るように人生を。 러빙' 유/춤추는 것처럼 인생을. | 1    |
| 10 | 2022년 9월 14일  | TraceTace                                                    | 1    |
| 11 | 2022년 11월 9일  | ツキヨミ/彩り                                                | 1    |
| 12 | 2023년 2월 22일  | Life goes on/We are young                                    | 1    |
| 13 | 2023년 6월 21일  | なにもの 나니모노                                            | 1    |
| 14 | 2023년 11월 8일  | 愛し生きること/MAGIC WORD 사랑하고 사는 것/MAGIC WORD        |      |

### 앨범
| # | 발매일          | 타이틀        | 순위 |
| - | --------------- | ------------- | ---- |
| 1 | 2019년 6월 19일 | King & Prince | 1    |
| 2 | 2020년 9월 2일  | L&            | 1    |
| 3 | 2021년 7월 21일 | Re:Sense      | 1    |
| 4 | 2022년 6월 29일 | Made in       | 1    |
| 5 | 2023년 8월 16일 | Peace         | -    |

### 주니어 오리지널곡
- 勝つんだWIN! (Sexy Zone Sexy Power Tour 2015에서 첫 공개)
- HELLOハルイロ (Live House 쟈니즈 긴자 2015에서 첫 공개)
- サマー・ステーション (마츠다 올스타게임2015에서 첫 공개)
- Bounce to Night (가무샤라! 섬머스테이션에서 첫 공개)
- MIXTURE

## 같이 보기
- 쟈니즈 사무소